# Jean-Loup Chrétien
Pour les articles homonymes, voir Chrétien.
Cet article possède un paronyme, voir Jean-Louis Chrétien.
Jean-Loup Jacques Marie Chrétien, né le 20 août 1938 à La Rochelle, est un général de brigade aérienne français, pilote de chasse dans l'armée de l'air  et spationaute au Centre national d'études spatiales (CNES) puis à la National Aeronautics and Space Administration (NASA), à la suite de sa retraite européenne et de sa naturalisation américaine en 1999.
Il devient le premier Français, le premier francophone et le premier Européen de l'Ouest spationaute en 1982 lors de la mission franco-soviétique PVH à bord de la station Saliout 7.
Il est également le premier non-Russe et non-Américain à effectuer une sortie extravéhiculaire dans l'espace.

## Biographie

### Origine et formation
Jean-Loup Chrétien a suivi son cursus scolaire à l'école communale de Ploujean, au collège Saint-Charles de Saint-Brieuc et au lycée Notre-Dame-du-Mur à Morlaix. Puis il a suivi la classe préparatoire à l'École de l'air au lycée Saint-Charles de Saint-Brieuc.
Il intègre l'École de l'air en 1959, il en ressort deux ans plus tard breveté pilote de chasse et titulaire d'une maîtrise en génie aéronautique.

### Carrière militaire
Il rejoint alors la 5e escadre de chasse d'Orange où il vole sur Super Mystère B2 puis sur Mirage III. Au début des années 1970, Jean-Loup Chrétien devient pilote d'essai au Centre d'essais en vol d'Istres, il est responsable du programme Mirage F1 de 1970 à 1973. Il est nommé commandant en 1972. En 1977, il est nommé adjoint en chef de la division de défense aérienne Sud.
Jean-Loup Chrétien est placé en service détaché auprès du Centre national d'études spatiales entre 1980 et 1991, puis est réintégré dans les cadres du corps des officiers de l'air.

## Activités d'astronaute
En 1979, Valéry Giscard d'Estaing, alors président de la République, se rend en URSS, où il rencontre Léonid Brejnev, le secrétaire général du Parti communiste de l'Union soviétique (principal dirigeant de l'URSS) qui lui propose d'envoyer un astronaute français dans l'espace à bord d'une fusée soviétique.
Jean-Loup Chrétien, Ingénieur de l'École de l'air et lieutenant-colonel est alors sélectionné comme spationaute au CNES en 1980. Après un entraînement de deux ans à la Cité des étoiles, près de Moscou en URSS, pour préparer la mission franco-soviétique PVH (Premier Vol Habité), puis il effectue le premier vol habité français du 25 juin au 2 juillet 1982, au cours d'une mission franco-soviétique. Premier Français, mais aussi premier Européen de l'Ouest dans l'espace, il est ingénieur de bord du vaisseau Soyouz T-6 et de la station Saliout 7 au cours de la mission PVH où il réalise en orbite neuf expériences scientifiques dans les domaines de la médecine, de la biologie, de l'astronomie et de l'élaboration des matériaux dans l'espace. Patrick Baudry est alors sa doublure.

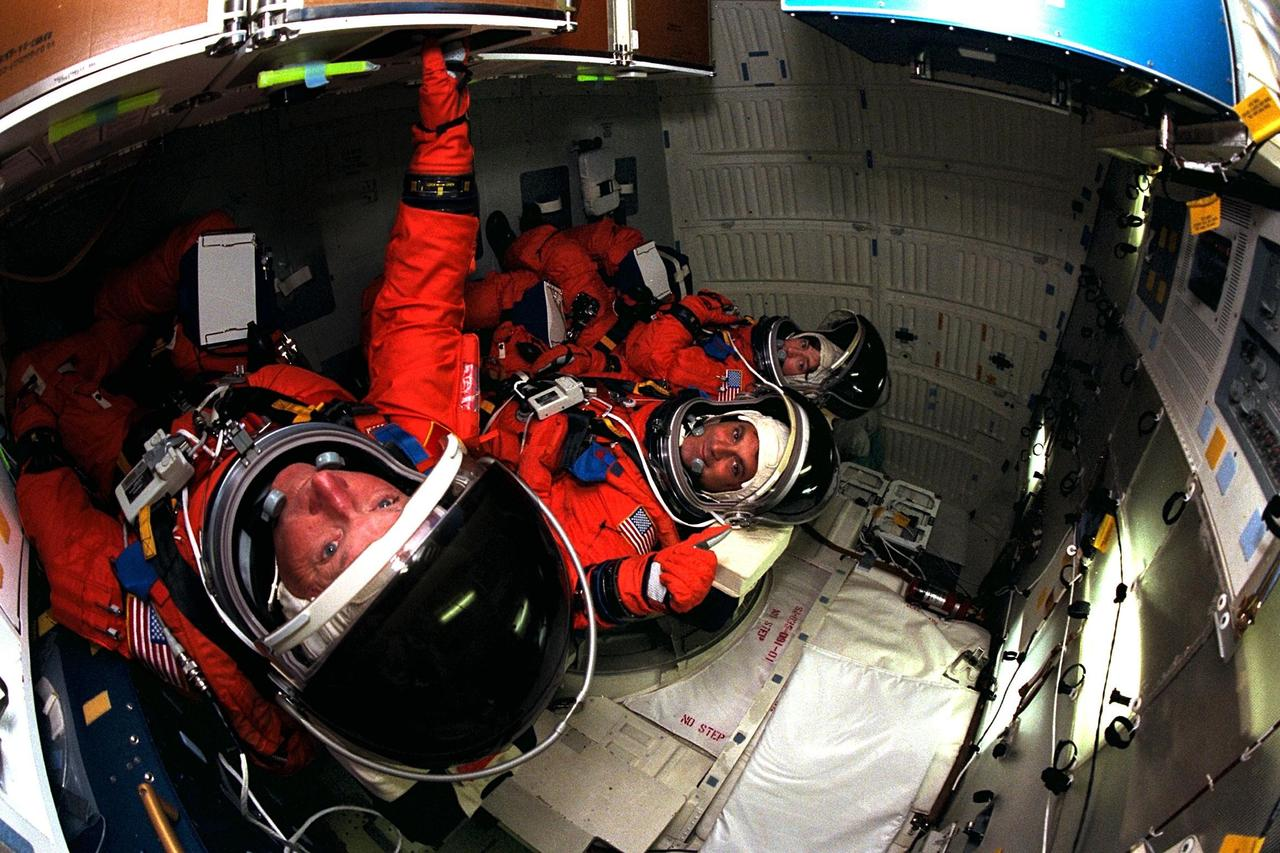
Entraînement dans le cockpit de la navette Atlantis

En 1984-1985, il suit l'entraînement d'astronaute au Centre spatial Lyndon B. Johnson à Houston au Texas. Il s'entraîne au cas où il devrait remplacer Patrick Baudry, qui doit voler sur la mission STS-51-G. Aucun problème n'ayant lieu, il reste au sol.
En 1988, il fait partie de la mission ARAGATZ. Il effectue un second vol spatial à bord de Soyouz TM-7 (du 26 novembre au 21 décembre 1988), au terme d'un nouvel entraînement de deux ans à la Cité des étoiles. Il participe au programme des expériences de la mission scientifique et technique franco-soviétique ARAGATZ à bord de la station Mir. Le 9 décembre 1988, il effectue, en compagnie d'Alexander Volkov, une EVA (sortie extravéhiculaire) de près de six heures (5h57, alors record de durée d'une sortie dans l'espace) à la suite d'un problème lors du déploiement d'une structure. Cette augmentation de la durée de l'EVA a entraîné une panne du système antibuée et la visière de son casque s'est retrouvée couverte de buée, l'empêchant alors d'y voir convenablement. Les deux cosmonautes ont eu du mal à refermer le sas derrière eux, et le peu d'autonomie restant dans leur combinaison devenait critique.
Le 14 décembre 1988, il est en duplex avec toute l'équipe du "Club Dorothée" en studio à la plaine Saint-Denis.

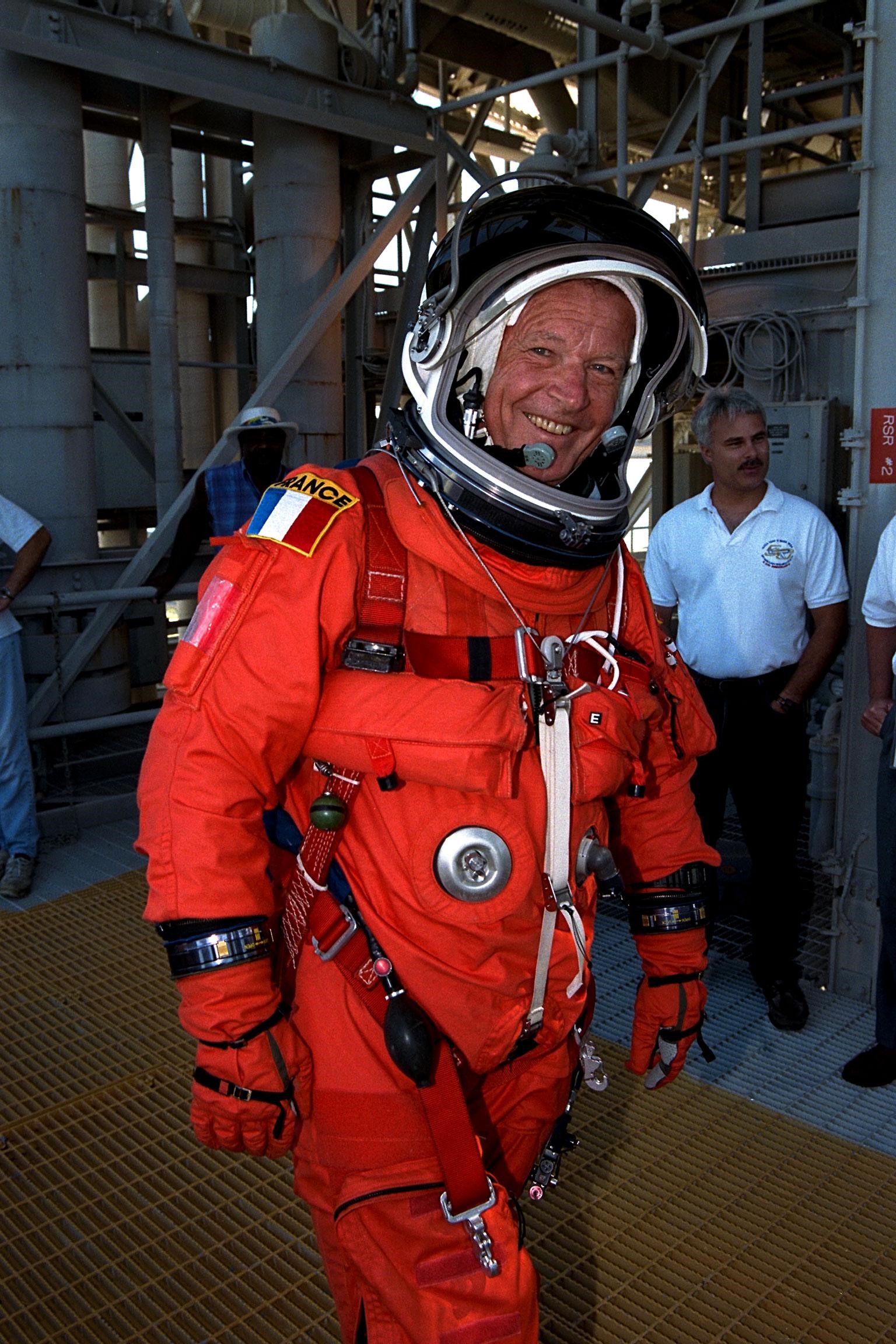
Jean-Loup Chrétien 15 jours avant son troisième vol

Par rapport à son premier vol, les améliorations du lanceur Soyouz, notamment au niveau des moteurs, ont permis d'augmenter la charge utile. L'équipage a donc pu embarquer plus d'éléments personnelset Jean-Loup Chrétien embarqua un petit clavier Yamaha, étant organiste amateur depuis son plus jeune âge.
Finalement, il est sélectionné pour la mission américaine STS-86 qui a lieu du 25 septembre au 5 octobre 1997. Il participe en tant que spécialiste de mission au vol NASA STS-86 à bord de la navette américaine Atlantis avec amarrage à la station orbitale russe Mir dans laquelle il séjourne quatre jours. A bord de la station, il récupère son petit clavier, qui était là depuis son vol en 1988, soit depuis 9 ans, et le rapporte sur Terre.

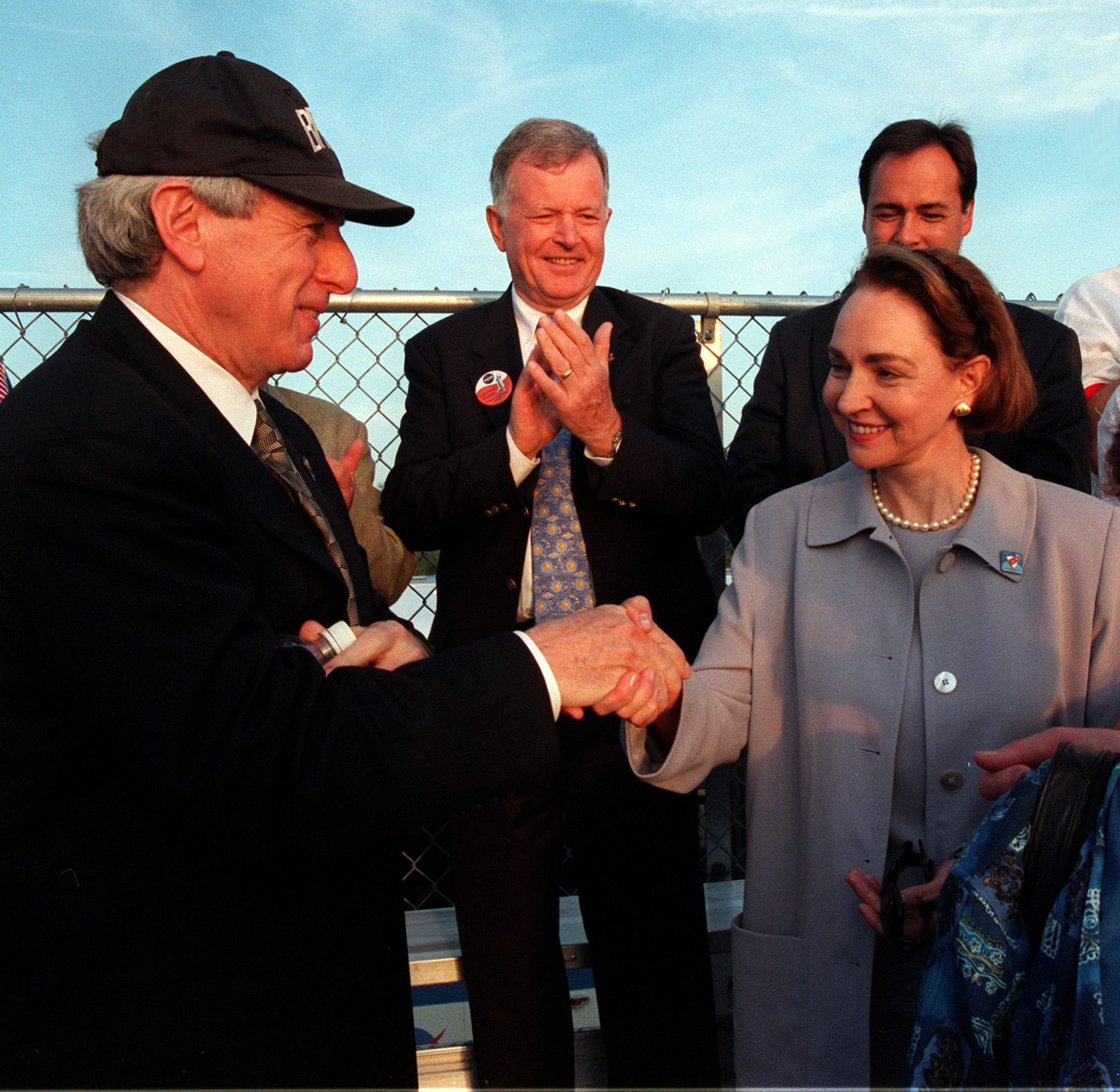
Daniel Goldin (Administrateur de la NASA), Jean-Loup Chrétien et Aline Chretien au décollage de STS-96 le 25 mai 1999.

De 1991 à 1998, il est Directeur des Astronautes du CNES. Il quitte ses fonctions le 1er février 1999, atteint par la limite d’âge « administrative » française. La NASA lui offre d’être intégré au corps des Astronautes Professionnels Américains à Houston, et lui permet d'acquérir la nationalité américaine, alors obligatoire. Là-bas, il participe au groupe de travail sur la Station spatiale internationale, et occupe le poste de Directeur adjoint du groupe ISS Expedition Corp. Il est également « Crew Operation Assistant » auprès du Directeur de la NASA.
Il quitte ses fonctions à la NASA plus tôt que prévu et avant son prochain vol prévu pour 2002, à la suite de la chute d'une caisse qui lui brisera les vertèbres.
Avec trois vols spatiaux à son actif, il totalise 43 jours de mission dans l'espace.

## Autres activités
Jean-Loup Chrétien était vice-président du département Recherche & Développement de Tietronix Software Inc, une société qu'il a créée avec deux autres membres de la NASA en 2002, à la suite de leur travail sur les problèmes d''éblouissement lors de l'accostage d'une fusée ou d'un satellite. Cette activité intéressait l'État français et notamment la DGA (Direction générale de l'armement). En 2002, une partie des activités de la société sont regroupées au sein de Tietronix Optics, puis sont déplacées à Lannion (Côtes-d'Armor) grâce à la présence d'un pôle optique. Parmi les clients de Tietronix, demeuraient la NASA et l'US Army. En 2009, la société est mise en liquidation judiciaire puis en 2015, la liquidation est clôturée pour insuffisance d’actif
Jean-Loup Chrétien est aussi président de Eclipse Aéro, société basée à Lannion, qui gère ses activités de conférencier et de pilote professionnel. Ses conférences portent aussi bien sur son expérience aérospatiale que sur l'avenir de l'Homme dans l'espace, ou encore sur les hautes technologies.
Jean-Loup Chrétien a également été conseiller pour les activités spatiales auprès du président de Dassault et a fait partie du conseil d'administration de Brit Air. Il est membre de l'Académie de l'air et de l'espace, de l'association des explorateurs de l'espace, de l'Astronaute Club Européen, de l’American Institute of Aeronautics and Astronautics et de l’International Academy of Aeronautics. Président d'honneur de 3i3s (International Independent Institut for Space Satellite Solutions) pour l'année 2010.
Il totalise plus de 10 000 heures de vol sur de nombreux types d'avions. Il a été pendant cinq ans président de la Société d'encouragement au progrès.

## Décorations et honneurs
- Commandeur de la Légion d'honneur[2]
- Chevalier de l'ordre national du Mérite[2]
- Médaille de l'Aéronautique[2]
- Héros de l'Union soviétique (reçu en 1982, à la suite de son premier vol Soyouz)[13]
- récipiendaire de l'Ordre de Lénine.
- récipiendaire de l'Ordre de la bannière rouge du travail
- récipiendaire de la Médaille Pour le mérite dans l'exploration spatiale de Russie (reçue le 12 avril 2011 des mains du président Medvedev).

Jean-Loup Chrétien est également Lauréat du Prix Henri Deutsch de la Meurthe de l'Académie des sports en 1988, récompensant un fait sportif pouvant entraîner un progrès matériel, scientifique ou moral pour l’humanité.
Il est aussi membre du conseil pour l'Académie de l'air et de l'espace et du Musée de l'air et de l'espace. Il est membre de l'institut américain de l'aéronautique et de l'astronautique, de l'Académie internationale d'astronautique et de l'Association des explorateurs de l'espace (Space Explorers Association).
En 1990, il reçoit la  Grande médaille d'or de la Société d'encouragement au progrès.
En 1998, l'Association des Journalistes Professionnels de l’Aéronautique et de l’Espace (AJPAE) lui décerne le Prix Icare.
Il y a aussi un collège à Questembert, en Bretagne (Morbihan), qui porte son nom, ainsi qu'une école primaire à Prémesques, dans le département du Nord et une école élémentaire à Fauville-en-Caux, en Seine-Maritime. Il a été élu « Breton de l'année » par Armor magazine en 1997. Dans la commune de Montville, en Seine-Maritime, une salle polyvalente porte également son nom.

## Vie privée
Jean-Loup Chrétien a quatre enfants d'un premier mariage et deux filles de son second mariage avec une Américaine. Il a 13 petits-enfants.
Il est le copilote de Georges Houel — alors âgé de 71 ans — lors du Rallye Dakar 1984 (voiture no 198), à bord d'une Renault Fuego 4×4 Turbo,.

## Ouvrages
- Jean-Loup Chrétien, Patrick Baudry et Bernard Chabbert, Spatiale première : le premier Français dans l'espace, Paris, Plon, 1982, 306 p. (ISBN 978-2-259-00927-0)
- Jean-Loup Chrétien, Sonate au clair de terre : Itinéraire d'un Français dans l'espace, Paris, Denoël, coll. « Médiations », 1993, 232 p. (ISBN 2-207-24153-X)
- Jean-Loup Chrétien, Mission Mir : Journal de bord, Paris, Michel Lafon, coll. « Documents », 1998 (ISBN 978-2-84098-374-3)
- Jean-Loup Chrétien et Catherine Alric, Rêves d'étoiles, Paris, Alphée, coll. « Documents », 2009, 236 p. (ISBN 978-2-7538-0385-5)

## Culture populaire
Dans le film La Tour de contrôle infernale réalisé par Éric Judor et sorti en 2016, Éric et Ramzy jouent Ernest Krakenkrick et Bachir Bouzouk, les deux meilleurs pilotes de l'Armée de l'air française en 1981 qui sont désignés pour devenir les premiers spationautes français pour le programme spatial de la fusée Ariane tandis que le troisième, joué par Alexis van Stratum, s'appelle Jean-Loup Muselim . Mais à la suite de la perte des facultés mentales des deux premiers dans le test de la centrifugeuse, le général annonce qu'ils vont désigner deux nouveaux volontaires, Jean-Loup Muselim est donc une référence parodique à Jean-Loup Chrétien.